# Ґабріель Зевін
Ґабріель Зевін (нар. 24 жовтня 1977) — американська письменниця та сценаристка.

## Раннє життя та освіта
Зевін народився в Нью-Йорку. Батько Зевін має ашкеназьке єврейське, російське, литовське та польське походження. Її мати народилася в Кореї та емігрувала до Сполучених Штатів у віці 9 років. Вони познайомилися в середній школі в Коннектикуті, а потім працювали в IBM.
Вона виросла в Бока-Ратон, штат Флорида, і закінчила середню школу Spanish River Community High School у 1996 році. Зевін вступила до Гарвардського університету, де вивчала англійську з акцентом на американській літературі. Під час навчання в Гарварді вона зустріла свого партнера Ганса Канозу. Закінчила у 2000 році.

## Кар'єра

### Романи
Дебютний роман Зевін «Margarettown», опублікований у 2005 році, був обраний програмою Barnes&Noble Discover Great New Writers Program і потрапив у довгий список премії Джеймса Тіптрі-молодшого.
У 2014 році побачив світ романThe Storied Life of AJ Fikry. Книга опинилася у списку бестселерів New York Times та досягла першого місця в національному списку бестселерів інді-ігри й став міжнародним бестселером. Її перекладено понад тридцятьма мовами. У 2021 році розпочалися зйомки художньої екранізації роману з Куналом Найяром у головній ролі та Люсі Хейл, Крістіною Хендрікс, Девідом Аркеттом і Скоттом Фолі. Зевін написала сценарну адаптацію до роману.
Її четвертий роман для дорослих «Young Jane Young» (2017) став популярним. Kirkus Reviews назвав це «найкращим виходом зі скандалу з Монікою Левінські з часів власного чудового виступу Левінські на TED».
Книга «Завтра, завтра, завтра» була опублікована у 2022 році як п'ятий роман Зевін для дорослих. У 2022 році ромен отримав нагороду Goodreads Choice Award за найкращу художню літературу.

### Романи для юних читачів
Зевін також пише книги для юних читачів. Її перший роман для молоді, Elsewhere, був опублікований у 2005 році, через три місяці після її дорослого дебюту, Margarettown. Книгу перекладено понад 25 мовами.
Книга Зевін для підлітків 2007 року «Memoirs of a Teenage Amnesiac» була обрана до списку найкращих книг для підлітків ALA.

### Інші твори
У 2007 році Зевін була номінована на премію Independent Spirit Award за найкращий перший сценарій фільму «Балачки із іншими жінками». Режисером фільму став Ганс Каноза, а в головних ролях зіграли Хелена Бонем Картер і Аарон Екхарт.
Зевін пише рецензії на книги для New York Times Book Review і NPR All Things Considered.

## Особисте життя
Зевін прожила на Мангеттені майже десять років, перш ніж переїхати до Лос-Анджелеса у 2012 році, де зараз живе з Гансом Канозою.